# Gianni Fruzzetti
Gianni Fruzzetti, né le 24 janvier 1971, est un joueur de beach soccer international italien.

## Biographie
En 2004, les Cavalieri del Mare voient officiellement le jour en 2004 d'une idée de Gianni Fruzzetti et son frère Federico et participe la même année au premier championnat organisé et formalisé par la ligue nationale amateur de football italien.
En 2012, Gianni Fruzzetti est le capitaine de la section beach soccer de l'Inter Milan lors du Beach Soccer Montréal 2012,.

## Palmarès
Co-meilleur joueur de l'Euro Beach Soccer League en 2002

## Statistiques
Gianni Fruzzetti prend part aux Coupes du monde 2006 et 2007 durant lesquelles il joue 6 matchs pour une seule victoire.